# Посёлок имени Чапаева (Омская область)
имени Чапаева — посёлок в Марьяновском районе Омской области России. Входит в состав Заринского сельского поселения.

## История
В соответствии с Законом Омской области от 30 июля 2004 года № 548-ОЗ «О границах и статусе муниципальных образований Омской области» деревня вошла в состав образованного муниципального образования «Заринское сельское поселение».

## География
Расположен на юго-западе центральной части региона.

## Население
| 2010 |
| ---- |
| 250  |

Гендерный состав
По данным Всероссийской переписи населения 2010 года в гендерной структуре населения из 250 человек мужчин — 120, женщин — 130	(48,0 и 52,0 % соответственно)
Национальный состав
Согласно результатам переписи 2002 года, в национальной структуре населения русские составляли 69 % от общей численности населения в 270 чел..

## Инфраструктура
Развитое сельское хозяйство. Личное подсобное хозяйство.

## Транспорт
в 20 км к северо-западу — станция Марьяновка.